# Фрегаты типа «Бронштейн»
Фрегаты типа «Бронштейн» (англ. Bronstein class frigates) — первые ракетные эскортные корабли ВМС США (серия из двух единиц). Первоначально классифицированы как эскортные эсминцы (destroyer escort, DE), а в 1975 году переклассифицированы во фрегаты (FF). Основной их задачей являлось противолодочное прикрытие десантных сил, кораблей снабжения и гражданских конвоев.
Фрегаты типа «Бронштейн» были вторым (после «Дили») послевоенным типом эскортных эсминцев и первым типом, конструкция которых разрабатывалась полностью с нуля.
Характерной особенностью этих кораблей было применение противолодочной ракетной системы ASROC и новой гидроакустической станции AN/SQS-26AX. До этого океанский эскорт осуществлялся в США эсминцами традиционного типа, вооружёнными бомбосбрасывателями и реактивными бомбомётами. Другой особенностью была новая форма корпуса (высокий надводный борт, скошенный под острым углом форштевень, вырез для буксируемой антенны на корме). На кораблях был применён также беспилотный вертолёт, не оправдавший возлагавшихся на него надежд.
Головной корабль серии, FF-1037 «Бронштейн» был заложен 16 мая 1961 года на верфи Авондейл (Avondale Shipyards, Нью-Орлеан, шт. Луизиана) и вступил в строй 15 июня 1963 года.

## Предыстория
В начале 1960-х годов океанские эскортные силы ВМФ США состояли в основном из старых эсминцев времён Второй мировой войны, совершенно не удовлетворявших современным требованиям противолодочной обороны. ВМФ США предпринимали усилия, чтобы изменить ситуацию и вооружить эскортные корабли более современным противолодочным оружием, чем глубинные бомбы и бомбомёты типа «ежа». В качестве предшественников фрегатов типа «Бронштейн» следует назвать нереализованный проект дешёвого океанского эскортного эсминца «Клод Джонс», а также проект «Дили» (Dealey).

## Особенности конструкции
В отличие от эсминцев военного времени с гладкой палубой и большой седловатостью корпуса, «Бронштейн» имел более простой корпус с высоким бортом, скошенным под углом 45° форштевнем и вырезом на корме для буксируемого сонара. Стационарный сонар, смонтированный в носовом бульбе увеличил осадку корабля почти на 3 метра.
Трубы и мачты были объединены в единую конструкцию, называемую мачтотрубой («mack» = mast + stack). Дым из котельных отделений проходил внутри трубчатой мачты и выходил через специальные направленные назад и в стороны патрубки.
Одним из недостатков проекта была одновальная двигательная установка, полностью перенесённая с эскортных эсминцев типа «Дили» и не позволявшая этому более крупному кораблю развить скорость более 26 узлов.
Слабым было артиллерийское вооружение, которое к тому же было единственным средством ПВО, предусмотренным на корабле.

## Вооружение
Основным оружием фрегатов типа «Бронштейн» был противолодочный ракетный комплекс ASROC, который имел 8-контейнерную поворотную пусковую установку Mk112 для противолодочных ракет. Боеголовка ракеты представляла собой малогабаритную 305-мм электрическую противолодочную торпеду Mk44 массой 450 кг с акустической системой самонаведения. Ракетный ускоритель c инерциальным наведением доставлял торпеду в указанную при старте точку на поверхности в радиусе 1,6-10 км
.
В качестве системы обнаружения подводных целей использовался смонтированный в носовой части корабля сонар EDO/General Electric AN/SQS-26AX (позднее заменён на AN/SQS-26AXR) а также буксируемая ГАС AN/SQR-15. Наведение противолодочного оружия осуществлялось системой управления Mk 114.
Артиллерийское вооружение состояло из спаренной 76-мм установки Mk33 с длиной ствола 50 калибров. Дальность стрельбы – 12,8 км, скорострельность – 50 выстрелов в минуту, максимальный угол возвышения – 85°, масса снаряда – 6 кг. Наведение осуществлялось системой управления артиллерийским огнём Mk56 с радаром AN/SPG-35.
Корабли несли по два трёхтрубных торпедных аппарата Mk32 для пуска 324-мм противолодочных торпед Mk46 (боезапас 14 торпед). Дальность хода торпеды — до 11 км, скорость — 40 узлов,  система наведения – активная/пассивная акустическая, масса боеголовки — 44 кг.
Корабли имели по две стационарных 6-ствольных пусковых установки Mk33 Loral Hycor для запуска инфракрасных помех на расстояние до 4 км и противоторпедную систему Mk6 Fanfare.
Электронное оборудование состояло из радара обзора воздушной обстановки Lockheed AN/SPS-40 (диапазон E/F, дальность до 320 км), радара обзора поверхности Raytheon AN/SPS-10 (диапазон G), навигационного радара Marconi LN-66 (диапазон I).
Корабли были оснащены спутниковыми системами связи SSR-1, WSC-3 УКВ-диапазона.
Средства электронного противодействия включали детекторы облучения радаром WLR-1, WLR-3; постановщики помех ULQ-6.
Авиационное вооружение первоначально состояло из беспилотного вертолёта QH-50 DASH, от которого впоследствии отказались ввиду его неэффективности. Вертолёт базировался на взлётно-посадочной площадке в кормовой части корабля, ангар отсутствовал.

## Состав серии
Всего было построено 2 фрегата «Бронштейн».
| Название  | Номер   | Верфь    | Заложен    | Спущен     | В строю    | Списан     | В ВМФ Мексики             |
| --------- | ------- | -------- | ---------- | ---------- | ---------- | ---------- | ------------------------- |
| Bronstein | FF-1037 | Avondale | 16.05.1961 | 31.03.1962 | 15.06.1963 | 13.12.1990 | F202 Hermenegildo Galeana |
| McCloy    | FF-1038 | Avondale | 01.09.1961 | 09.06.1962 | 21.10.1963 | 14.12.1990 | F201 Nicolas Bravo        |

## Дальнейшая судьба
1 октября 1993 года оба корабля были проданы Мексике. «Бронштейн» вступил в состав ВМС Мексики под названием E-42 Hermenegildo Galeana (в дальнейшем реклассифицирован в F202), «Макклой» – под названием E-40  Nicolas Bravo (реклассифицирован в F201)
Тактико-технические характеристики в составе ВМФ Мексики
:
- Водоизмещение: 1882 т (стандартное) / 2725 т (полное)
- Размерения: 113,4 × 12,5 × 7 м
- Мощность ДУ: 20000 лошадиных сил
- Скорость:  26 узлов
- Вооружение: 1 × 2 × 76-мм АУ, 1 × 57-мм АУ, 2 × 3  324-мм ТА
- Экипаж: 191 чел.
- Дальность плавания: 4000 миль

## Интересные факты
В декабре 1983 года у атлантического побережья США  фрегат «Макклой» (USS McCloy (FF-1038)) проводил испытания системы подводного наблюдения TASS (Towed Array Surveillance System) с буксируемой гидроакустической антенной. За фрегатом наблюдала советская АПЛ К-324. Во время слежения К-324 намотала на винт 400 метров кабеля антенны, в результате чего лишилась хода и была вынуждена всплыть. Лодка была взята под плотную опеку эсминцами «Питерсон» и «Николсон» (типа «Спрюэнс»), которые совершали рискованные манёвры за кормой лодки, пытаясь всеми способами вернуть намотавшийся кабель. Через 10 дней лодка была взята на буксир советским судном «Алдан» и отбуксирована на Кубу для ремонта.